# Hérillos de Carthage
Vous lisez un « bon article » labellisé en 2008.
Hérillos de Carthage (floruit vers 250 av. J.-C.) est un philosophe stoïcien hétérodoxe, disciple de Zénon de Kition. Auteur d'une œuvre brève qui n'a pas survécu, Hérillos est l'un des philosophes stoïciens les moins connus ; Cicéron dit dans son Traité des Devoirs (I, 7) qu'il y a longtemps que ses théories sont méprisées. À la différence de son contemporain Ariston de Chios, autre stoïcien hétérodoxe dont il partageait certaines idées, il n'a pas fait école, ce qui a nui à la transmission de ses idées. On est ainsi réduit à des conjectures sur son œuvre et sa pensée.

## L'homme

### Biographie
Aucune indication chronologique n'est donnée sur la vie d'Hérillos, et on en est réduit à des conjectures. Sachant que Zénon est décédé en 263/262, on peut légitimement considérer 280-285 av. J.-C. comme un « terminus post quem » de sa naissance. Il devait être un contemporain, ou, plus probablement, un aîné de Chrysippe, né en 281/80 av. J.-C.
Sur l'origine d'Hérillos, les opinions sont partagées. La tradition, basée sur un passage de la Vie des philosophes de Diogène Laërce (VII, 37), selon laquelle Hérillos serait originaire de Carthage a été contestée par un certain nombre d'analystes modernes. Ainsi Peter Von der Mühl, prenant appui sur une variante d'un autre passage de la Vie des philosophes (VII, 165), estime qu'il est né à Chalcédoine.
Qu'il vienne de Chalcédoine ou de Carthage, Hérillos fut en tout cas confié très tôt à Zénon, qui se chargea de son éducation — ce qui invite à penser que sa famille s'installa entre-temps à Athènes. Zénon en fit ensuite un de ses disciples. Cependant, Hérillos adhéra par la suite à un certain nombre d'opinions platonisantes qui l'amenèrent à rompre avec l'enseignement orthodoxe des théories de son maître. Il devint ainsi un dissident de l'école stoïcienne, à une époque où les séditions se multipliaient (Ariston de Chios, mais aussi, pour un temps, Chrysippe). En tant que tel il fut vivement critiqué par la suite par les successeurs de Zénon, Cléanthe et Chrysippe.
On perd sa trace après le milieu du IIIe siècle.

### Apparence
On peut conjecturer qu'Hérillos était un beau garçon. Diogène Laërce rapporte en effet l'anecdote suivante : Hérillos, ayant de nombreux amants dans sa jeunesse, Zénon fut amené à lui raser la tête pour l'astreindre à la vertu,.

## L'œuvre

### Philosophie

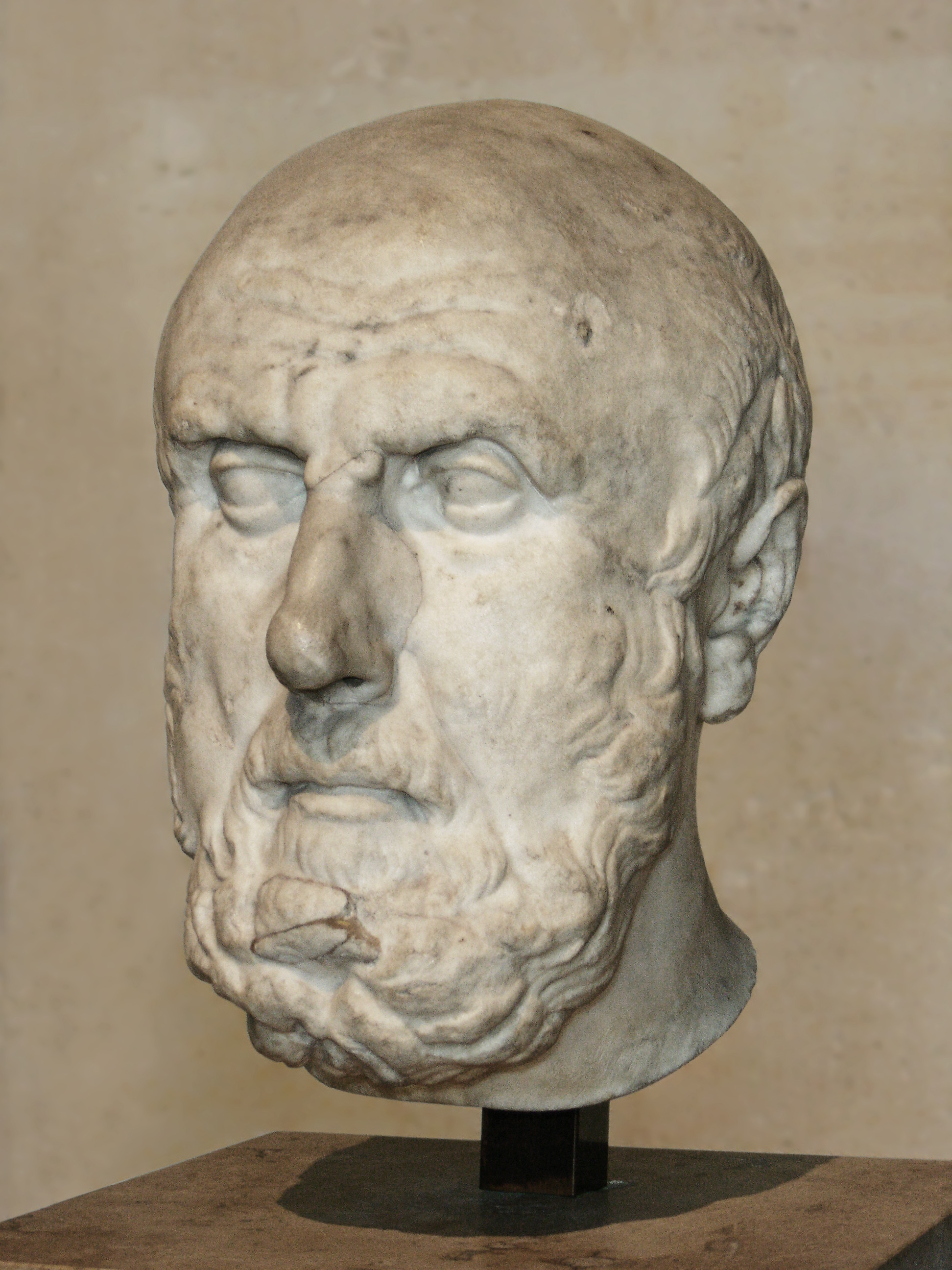
Chrysippe, un critique virulent

En tant que disciple de Zénon, Hérillos devait certainement avoir intégré à sa pensée un nombre important de préceptes stoïciens, telle que la division tripartite de l'analyse philosophique entre logique, physique et éthique.
Cependant, Hérillos se distingue de l'orthodoxie stoïcienne sur deux points, l'un essentiel, l'autre plus marginal.
D'abord sur la question du souverain bien. Hérillos fut en effet remarqué pour avoir établi que la science était le souverain bien. Il prétendait en effet que « la science est un habitus dans la réception des représentations qui ne se laisse pas renverser par des arguments », soit donc que l'analyse scientifique était la seule chose que l'on ne puisse contester, la seule Vérité valable. Ce qui, suivant l'équation platonicienne où le vrai = bien, amène à considérer la science comme seul bien possible. Faute de renseignements suffisants l'on ignore quelles conséquences éthiques Hérillos devait tirer de cette thèse dans ses Thèses éthiques.
En reconnaissant la science comme souverain bien, Hérillos est en opposition directe avec les thèses de Zénon et de ses successeurs : il renverse en effet par là la hiérarchie établie par le stoïcisme orthodoxe entre les domaines éthique, physique et logique. Ce n'est plus l'éthique qui constitue le domaine suprême, mais la physique. Ce n'est ainsi plus par l'étude du bien que l'on atteint au vrai, mais par l'étude du vrai que l'on atteint au bien.
Sur la question ensuite des fins à suivre. Pour Zénon, les choses étaient de trois types : fondamentalement bonnes, fondamentalement mauvaises, et indifférentes. Au sein des choses indifférentes, l'on pouvait distinguer les choses en accord avec la nature (dites AN), et les choses contraires à la nature (dites CN). Pour les stoïciens orthodoxes, les choses AN représentaient une première esquisse du bien, et les choses CN une première esquisse du mal. Cependant, les stoïciens hétérodoxes, et en particulier Ariston, refusaient toute hiérarchie au sein des choses indifférentes : la fin à suivre face aux choses indifférentes était « l'indifférence envers ce qui est intermédiaire entre vice et vertu ». De fait, comme a pu le noter Cicéron, Hérillos va reprendre cette théorie aristonienne. Il distinguait en effet deux types de fins : la fin absolue (ou Fin), visée par les sages (le Bien) et la fin subordonnée, visée par l'homme du commun (sans doute les choses AN). Ainsi, pour les non-sages affirmait-il « qu'il n'y a pas de Fin mais que celle-ci change selon les circonstances et les réalités ».

### Critique
Les thèses d'Hérillos ont été vivement critiquées par les deux successeurs de Zénon au Portique. Cléanthe écrivit ainsi un Contre Hérillos,, et Chrysippe le critiqua vivement au troisième livre de son Περὶ ἀγαθῶν (Sur le bien). On ignore sur quoi portaient ces critiques, même si elles devaient sans doute concerner les deux points par lesquels Hérillos s’éloigne du stoïcisme orthodoxe.

### Ouvrages
Hérillos est l'auteur de douze œuvres, toutes perdues, et d'un nombre inconnu de dialogues. Il s'agit pour l'essentiel, selon Diogène Laërce, de livres courts, à l'exception peut-être des Thèses éthiques, ouvrage en plusieurs livres, qui devait être sans doute son opus magnum. Toujours selon Diogène, son style était « plein de vigueur ». La liste donnée par Diogène est la suivante, :
- Περὶ ἀσϰήσεως (Sur l'entraînement)
- Περὶ παθῶν (Sur les passions)
- Περὶ ὐπολήψεως (Sur la précompréhension)
- Νομοθέτης (Le Législateur)
- Μαιευτιϰός (Maïeutique)
- Άντιφέρον (L'Adversaire)
- Διδάσϰαλος (Le Maître)
- Διασϰευάξων (Le Réviseur)
- Εὐθύνων (Le Correcteur)
- Ἑρμῆς (Hermès)
- Μήδεια (Médée)
- Θέσεων ἠθιϰῶν (Thèses éthiques)
- Des dialogues

La liste de Diogène suit un classement précis. Les trois premières œuvres ont un sujet abstrait : deux concernant l'éthique (Sur l'entraînement et Sur les passions) et un la logique (Sur la précompréhension)). Les cinq œuvres suivantes — la Maïeutique étant à part — font référence à des personnes : une concernant la politique (Le Législateur), trois, probablement, la logique (Le Maître, Le Réviseur et Le Correcteur) et une ambiguë (L'Adversaire). S'ensuivent deux œuvres ayant un sujet mythologique. Viennent dernièrement les Thèses éthiques et les dialogues inconnus. Dans l'édition de Diogène Laërce dirigée par Marie-Odile Goulet-Cazé , il est indiqué que les titres des ouvrages au génitif sont chez Diogène Laërce en général suivis du nombre de livres composant l'ouvrage, même s'il n'y en a qu'un seul, soupçonnant une lacune.
À partir de ces conjectures, on peut dresser le tableau suivant :
| Domaine concerné              | Logique                                 | Éthique                               | Politique      | Ambigu ou inconnu         |
| ----------------------------- | --------------------------------------- | ------------------------------------- | -------------- | ------------------------- |
| Œuvres à sujet abstrait       | Sur la précompréhension                 | Sur l'entraînement — Sur les passions | —              | —                         |
| Œuvres à personnes abstraites | Le Maître — Le Réviseur — Le Correcteur | —                                     | Le Législateur | Maïeutique — L'Adversaire |
| Œuvres mythologiques          | —                                       | —                                     | —              | Hermès — Médée            |
| Autres                        | —                                       | Thèses éthiques                       | —              | Dialogues                 |

On a longtemps cru, par ailleurs, qu'une partie de l'Indica Stoicum Herculanum (col. XXXVII) contenait des écrits d'Hérillos. Cependant une restitution effectuée par Traversa et Dorandi a mis en évidence que l'extrait en question ne faisait référence qu'à Apollonios de Tyr.

### Postérité
Hérillos sera à peu près oublié après sa mort. On ne compte ainsi que fort peu d'occurrences de son nom dans la littérature antique (notamment une chez Plutarque, et une autre chez Cicéron). Montaigne le cite dans le premier alinéa de son Apologie de Raimond Sebon, au chapitre 12 de la IIe partie des Essais, Ce n'est que grâce à Diogène Laërce et à l'acharnement de quelques philologues au début du XXe siècle qu'on a pu garder souvenir de lui.
À la différence d'Ariston, on ne lui connaît aucun disciple. Son hétérodoxie semble en effet plus le fait d'une démarche individuelle que d'une volonté de réforme globale.

#### Éditions de textes antiques
- Diogène Laërce, Vie et doctrine des philosophes illustres, éd. Le Livre de poche, VII, 165-166 : Vie d'Hérillos.
- Stoicorum Veterum Fragmenta (en) (SVF), tome I, p. 409-421 (également p. 363 pour le témoignage de Cicéron).
- I frammenti degli stoici antichi, N. Festa, Bari 1935, tome II, p. 34-37.

#### Études
- H. von Arnim, « Hérillos », RE, t. VIII 1,‎ 1912
- G. Rodier, Études de philosophie grecque, Paris 1926, p. 290-291.
- Christian Guérard (notice) et Richard Goulet (dir.), Dictionnaire des philosophes antiques, t. III, chap. 72 (« Hérillos »)